# Humbertioturraea grandidieri
Humbertioturraea grandidieri är en tvåhjärtbladig växtart som först beskrevs av Louis Antoine François Baillon, och fick sitt nu gällande namn av M. Cheek. Humbertioturraea grandidieri ingår i släktet Humbertioturraea och familjen Meliaceae. Inga underarter finns listade i Catalogue of Life.